# Els Cogullons
Els Cogullons és un despoblat del municipi de Montblanc, Conca de Barberà. Es troba dins l'antic terme de Rojals, gairebé a l'extrem sud-oest del terme municipal de Montblanc i proper ja al de Mont-ral, a la conca del Brugent.
Està situat a 1.052 m d'altitud, en plena serra de Prades, en un turó proper a la Mola dels Quatre Termes, vèrtex geodèsic de 1.117,7 m d'altitud, i s'hi pot accedir mitjançant el sender de gran recorregut GR-171. Actualment s'hi troba un refugi, propietat del Club Excursionista de Montblanc.
Prop dels Cogullons hi ha zones adients per a l'escalada, com ara la zona de la Mola de la Roquerola.